# Пражская Библия

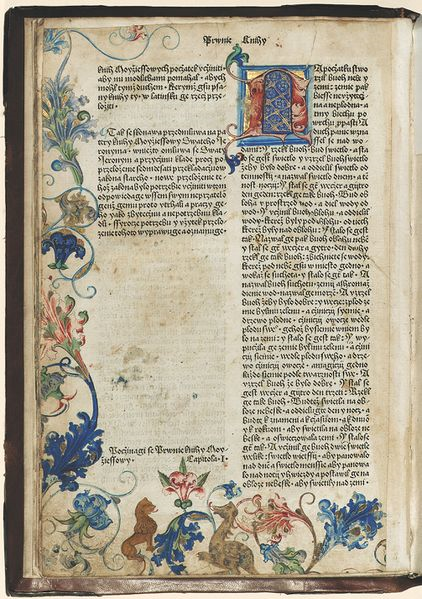
Страница рукописного повторения инкунабулы

Пражская Библия (чеш. Bible pražská) — напечатанный в 1488 году перевод Библии на чешский язык. Первое печатное издание Библии на славянском языке. Объём — 602 листа. В основу положено четвертое издание старочешского перевода Библии, выполненное во времена Владислава II Ягелло.
Начинается с прологов Св. Иеронима, его письма к Паулину, разделённого на 8 глав, и более короткого письма епископу Дезидерию в качестве предисловия к Пятикнижию. В конце прилагается Молитва Менаша. Помимо классического канона, Пражская Библия также содержит Вторую книгу Эздры. В конце есть указатели чтений евангелий и посланий по воскресеньям, средам и пятницам (во время Великого поста и в будние дни) и указатель праздничных чтений в течение церковного года.
В Моравской областной библиотеке в Брно есть рукопись, содержащая копию печатной Пражской Библии. Хотя описание не совсем точное, оно имеет другую орфографию, иногда другой порядок слов или отдельные слова. Текст, кажется, был продиктован писцу. В рукописи есть распространенные канцелярские ошибки. Доказательством того, что основой была Пражская Библия, может служить тот факт, что Псалом 63 переписывается в рукописи ещё раз после Псалма 64 (на стр. 49r); в Пражской Библии один и тот же текст на последней странице папки F и на первой странице папки G был случайно напечатан наборщиками).
Городская библиотека Праги имеет в своём собрании одно из первых изданий Пражской Библии. Этот экземпляр Пражской Библии в 2002 году пострадал от наводнения: пришлось прибегнуть к замораживанию и обширной реставрации. Теперь Пражская Библия в хорошем состоянии хранится в Департаменте редких гравюр и выставляется на обозрение общественности в исключительных случаях.